# Kahuna
Der Begriff Kahuna entstammt dem Hawaiischen und ist eine allgemeine Bezeichnung für einen Priester, Zauberer, Magier, Minister oder eine Person, die ein Gewerbe, eine Kunst oder einen Beruf ausübt. Üblicherweise wird ein Wort hinzugefügt, das die Qualifikation spezifiziert, wie etwa kahuna lapaʻau (Arzt); kahuna pule (Priester); kahuna kalai laʻau (Zimmermann); kahuna kala (Silberschmied). Fehlt eine spezifische Bezeichnung, bezeichnet Kahuna einen Priester oder eine Person, die Opfergaben bringt. Kahuna umfasst beide Geschlechter.

## Interpretation nach Max Freedom Long
Max Freedom Long (1890–1971) war ein amerikanischer New-Age-Autor, der, inspiriert von den Riten des traditionellen Hawaii, die spirituelle Lehre des Huna erfand („das geheime Wissen“).
Laut Long trägt das Wort KA die Bedeutung „Hüter“. Somit versteht sich der KA – HUNA als „Hüter des verborgenen Wissens“. Long veröffentlichte mehrere Bücher um Kahuna-Magie und Weisheit, die jedoch nach Ansicht hawaiischer Experten „absolut keine Ähnlichkeit mit irgendeiner hawaiischen Weltsicht oder spirituellen Praxis“ haben und als Produkt „der Geistindustrie des New Age“ als  kulturelle Aneignung kritisiert wurden.

## Interpretation nach Serge Kahili King
Der Psychologe Serge Kahili King (gebürtig Serge King) wurde eigenen Angaben zufolge von dem Hawaiier Wana Kahili aufgenommen und dort über viele Jahre zu einem Kahuna ausgebildet.
King bezieht sich bei der Erklärung der Begrifflichkeit Kahuna unter anderem auf Lorrin Andrews, Autor des ersten hawaiischen Wörterbuchs, das 1865 veröffentlicht wurde. Laut Andrews ist „Kahuna“ eine Zusammensetzung von KAHU (etwas kochen) und ANA (ein Teil, eine Sache).
Serge King interpretiert KAHU und ANA folgendermaßen: KAHU steht auch als Ausdruck für „einen Ofen pflegen“, „auf das Essen aufpassen“ oder allgemein „etwas pflegen“. Ein Kahuna ist folglich jemand, der sich um etwas kümmert (kahu) und auf Dinge (ana) aufpasst. Er versteht einen Kahuna im Sinne eines Doktors oder Professors, also jemanden, der etwas wahrt und in seiner Eigenschaft ein Spezialist geworden ist.

## Beschreibungen
David Malo, Autor des Buches Hawaiian Antiquities (Moolelo Hawaii) schreibt über Kahunas als Priester oder Heiler, ohne näher auf ihre Organisation einzugehen. Samuel Kamakau geht in seinem Werk The People of Old recht ausführlich auf die Klassen der Zauberer, Priester und Propheten ein und erwähnt auch Kahuna-Geologen, Geomantiker, Hellseher, Kampfkünstler, Speerwerfer und „viele andere Klassen“. In Ruling Chiefs of Hawaii beschreibt er einen Kahuna, Pakaʻa, der Meister der Geologie, der übersinnlichen Wahrnehmung und Navigation war.
In ihrem Buch Tales from the Night Rainbow werden von Koko Willis, Pali Jae Lee & Kailiʻohe Kameʻekua insgesamt vierzig Kahunas beschrieben, zwanzig davon werden als Heiler aufgeführt, u. a. kahuna lapaʻau (medizinischer Priester oder Praktiker) und kahuna hāhā (ein Experte, der durch Ertasten des Körpers Krankheit oder Schmerz diagnostiziert).

### Kahuna als Handwerker
- kahuna kālai waʻa: Experte für die Kanufertigung
- kahuna hoʻokele: Experte für die Navigation
- kahuna kalai laʻau: Experte für Zimmermannsarbeit
- kahuna kala: Experte für Silberschmiedekunst
- kahuna hoʻouluʻai: Experte für Landwirtschaft
- kahuna lawaiʻa: Experte für Fischerei
- kahuna kalai: Experte des Schnitzens und der Bildhauerei. Kann den Geist in dem Material erkennen, der Form gegeben werden will.[8]

### Kahuna als Magier und Priester
Das traditionelle hawaiische Priestertum kennt zehn Schulen:
- kahuna ʻanāʻanā: Kahuna, der dunkle Magie durch Gebete praktiziert.
- kahuna hoʻopiʻopiʻo: Kahuna, der böse Zauber abwehrt.
- kahuna hoʻounāunā: Kahuna, der böse Geister befehlen kann, um Krankheit zu bringen.
- kahuna hoʻokomokomo
- kahuna poʻi ʻuhane: Kahuna, der einen Geist fangen und befehlen kann.
- kahuna lapaʻau: Kahuna, der mittels Pflanzen heilt; Arzt.
- kahuna kuhikuhi puʻuone: Kahuna, der den Ort für die Konstruktion eines Tempels ermitteln kann.
- kahuna onconcihouua
- kahuna kilokilo: Kahuna, der die Zukunft voraussagen kann.
- kahuna nānāuli: Kahuna, der sich darauf spezialisiert hat, Wolken, Vögel und Botschaften der Ahnen zu lesen.

Wer alle zehn Schulen meistern kann, wird kahuna nui, oder Hohepriester genannt. Weitere magische Kahuna-Praktiken umfassen:
- kahuna hāhā: Kahuna, der sich auf die Diagnose von Krankheit durch Berührung spezialisiert hat.
- kahuna haʻiʻolelo: Kahuna, der durch Sprechen und/oder Singen Energie bewegen kann.
- kahuna hana aloha: Kahuna, der Liebeszauber vornimmt.
- kahuna hoʻomanamana: Kahuna, der mit den Ahnen in Kontakt tritt.
- kahuna kilolani: Kahuna, der Astronomie praktiziert und in den Sternen lesen kann.
- kahuna nānāuli: Kahuna, der sich darauf spezialisiert hat, Wolken, Vögel und Botschaften der Ahnen zu lesen.
- kahuna lomilomi: Kahuna, der Körperarbeit leistet, um das Gleichgewicht im Körper wiederherzustellen, so dass die Lebensenergie richtig fließen kann.[10]
- kahuna pule: Kahuna, der ein Spezialist für Meditation ist und Gebete spricht.
- kahuna kumu hula: Kahuna, der sich darauf konzentriert, Energie durch den heiligen Tanz Hula zu bewegen.

### Kahuna als Ärzte
- kahuna lapaʻau: Kahuna, der mittels Pflanzen heilt; Arzt.
- kahuna oʻo: Kahuna, der sich auf Chirurgie spezialisiert hat.
- kahuna paʻaoʻao: Kahuna, der Kinder behandelt.
- kahuna pale keiki: Kahuna, der eine Geburt unterstützt.

## Illegalisierung
Während der Missionierung Hawaiis im Jahr 1820 wurden die Kahuna-Praktiken mit der Zeit teilweise oder vollständig verboten. Seit 1919 sind alle legal, mit Ausnahme der Zauberei: Sie wurde zunächst für illegal erklärt, 1972 aber entkriminalisiert.
Trotz des Verbots traditioneller religiöser Praktiken und der Christianisierung Hawaiis wurden spirituelle Glaubensvorstellungen, Rituale, Hula und magische Kahuna-Praktiken in der Bevölkerung weiter betrieben. Kahuna-Spezialisten gaben ihr Wissen an folgende Generationen weiter. Im Jahr 1876 veröffentlichte eine Gruppe von Kahuna, die Ahahui Laʻau Lapaʻau, eine umfangreiche Schrift, in der sie die Praktiken, Gebete und Heilmittel indigener hawaiischer Medizin bewahrten und sich für ihre Vorteile im Behandeln von Krankheiten aussprachen.

## Bekannte Kahuna
- Hewahewa, ein direkter Nachfahre Pa'aos, war kahuna nui (Hohepriester) des Königs Kamehameha I.
- David Kaonohiokala Bray war ein bekannter kahuna, der die alte Praktik des Hula wiederbelebte und erneut popularisierte.
- Morrnah Simeona, eine kahuna lapaʻau (Kräuterheilerin), erlangte über eine modernisierte Lehre des hawaiischen Vergebungsrituals Hoʻoponopono internationale Bekanntheit. Ihre Mutter Lilia war eine der letzten anerkannten kahuna lāʻau kahea oder „Priesterin, die mit Worten heilt“.
- Leimomi Moʻokini Lum ist eine zeitgenössische kahuna nui und Schützerin der heiligen Stätte „Moʻokini Heiau“[14].